# Una mattina

Portada del álbum Una Mattina

Una mattina es un álbum de estudio del compositor y pianista italiano Ludovico Einaudi, publicado en 2004.
De este álbum se desprende el corte «Una mattina», que formó parte de la banda sonora de la película francesa Intouchables.

## Antecedentes
El compositor ha escrito sobre este álbum:

Se qualcuno mi chiedesse di questo album, gli direi che è una raccolta di canzoni legate tra loro da una storia. Ma a differenza degli altri miei album non appartiene ad un tempo remoto, parla di me adesso, della mia vita, delle cose che mi circondano. Del mio piano che ho soprannominato Tagore, dei miei figli Jessica e Leo, del tappeto kilim arancione che illumina il soggiorno, delle nuvole che passano lente come navi nel cielo, del sole che entra dalla finestra, della musica che ascolto, dei libri che leggo e di quelli che non leggo, dei miei ricordi, dei miei amici e delle persone che amo.
Si alguien me preguntara sobre este álbum, le diría que es una colección de canciones ligadas por una historia. Pero, a diferencia de mis otros álbumes, no pertenece a un tiempo remoto: habla de mí ahora, de mi vida, de lo que me rodea. De mi piano, que he apodado Tagore, de mis hijos Jessica y Leo, del tapete kilim naranja que ilumina la sala de estar, de las nubes que pasan lentas como navíos por el cielo, del sol que entra por la ventana, de la música que escucho, de los libros que leo y de los que no, de mis recuerdos, de mis amigos y de las personas que amo.

Para tres de las trece piezas incluidas en este álbum (en específico, «Resta con me», «A fuoco» y «DNA»), Einaudi contó con el acompañamiento de Marco Decimo al violonchelo.

## Lista de canciones
Toda la música compuesta por Ludovico Einaudi. 
| N.º | Título           | Duración |  |
| 1.  | «Una mattina»    | 3:23     |  |
| 2.  | «Ora»            | 7:53     |  |
| 3.  | «Resta con me»   | 4:55     |  |
| 4.  | «Leo»            | 5:09     |  |
| 5.  | «A fuoco»        | 4:30     |  |
| 6.  | «Dulce droga»    | 3:37     |  |
| 7.  | «Dietro casa»    | 3:49     |  |
| 8.  | «Come un fiore»  | 4:21     |  |
| 9.  | «DNA»            | 3:40     |  |
| 10. | «Nuvole nere»    | 4:59     |  |
| 11. | «Questa volta»   | 4:32     |  |
| 12. | «Nuvole bianche» | 5:57     |  |
| 13. | «Ancora»         | 12:09    |  |